# Cannabinoid-Rezeptor 1
Der Cannabinoid-Rezeptor 1 (oder offiziell kurz: CNR1, oder alternative abgekürzte Bezeichnungen: CB1, CNR, CB-R, CB1A, CANN6, CB1K5) vermittelt die Wirkungen endogener Cannabinoide wie auch exogen zugeführter Cannabinoide wie z. B. Δ9-Tetrahydrocannabinol aus Cannabis sativa im zentralen Nervensystem und ist damit ein Bestandteil des Endocannabinoid-Systems. Es handelt sich um einen transmembranösen G-Protein-gekoppelten Rezeptor, der die intrazelluläre Adenylylcyclase-Aktivität hemmt.

## Genetik
Der CNR1 wird auf dem Chromosomenabschnitt 6q14-q15 kodiert und wird in ein 472 Aminosäuren großes Protein transkribiert. Es sind Polymorphismen beschrieben, die mit unterschiedlicher Anfälligkeit für Suchtsymptome nach kurzzeitigem Cannabiskonsum, schwerer Alkoholabhängigkeit oder bestimmten Formen der Schizophrenie einhergehen können.

## Funktionen
Die endogenen Cannabinoide wie z. B. Anandamid beeinflussen während der Hirnentwicklung die Wanderung und Vernetzung der Nervenzellen.
Sie werden bei Stress vermehrt im Mittelhirn ausgeschüttet und bewirken über den CNR1 eine opiatunabhängige, stressinduzierte Analgesie (Schmerzhemmung).
Ferner werden über ihn folgende Wirkungen vermittelt: Hypothermie, Minderung von Entzugssymptomatiken (Suchtverhalten), vermehrter Appetit, neuroprotektive Wirkungen nach Hirnverletzungen, Verdrängung unangenehmer Erinnerungen (Angstminderung), Verminderung der Knochenmasse.
Die chronische Administration von Δ9-THC vermindert die Langzeit-Potenzierung im Gehirn und führt durch eine reduzierte Expression von Glutamatrezeptoren und eine Reduktion von phosphoryliertem CREB zu einer beeinträchtigten synaptischen Plastizität im Hippocampus.

Die Aktivität des Cannabinoid-Rezeptor 1 wird in Tierversuchen an Mäusen und Ratten durch Pregnenolon, einem Prohormon von Progesteron, blockiert. Pregnenolon würde somit als Antagonist wirken.

## Liganden
Cannabinoid Rezeptoren können durch verschiedene Substanzen (Proteine oder andere Körpereigene Stoffe = endogen), oder auch exogene, also von Außen zugeführte Stoffe  vollständig (Vollagonist) oder teilweise (Agonist) aktiviert werden, aber auch vorübergehend de-aktiviert werden (Antagonist)
|                                                  | CB1-Affinität (Ki) | CB1-Wirkung        | CB2-Affinität (Ki) | CB2-Wirkung    | Vorkommen / Herkunft                      | Quelle               |
| ------------------------------------------------ | ------------------ | ------------------ | ------------------ | -------------- | ----------------------------------------- | -------------------- |
| Anandamid                                        | 78 nM              | Vollagonist        | 370 nM             | Partialagonist | endogen, vierfach ungesättigten Fettsäure | [ 7 ]                |
| 2-Arachidonylglycerol (2-AG)                     | 58,3 oder 470 nM   | Vollagonist        | 145 nM             | Vollagonist    | endogen                                   | [ 8 ] [ 9 ]          |
| 2-Arachidonylglycerylether (2-AGE, Noladinäther) | 21 nM              | Vollagonist        | 480 nM             | Vollagonist    | endogen                                   | -                    |
| HU-210                                           | 0,41 nM            | Vollagonist        | –                  | –              | exogen, synthetisch                       | [ 7 ] [ 10 ]         |
| AM-1221                                          | 52,3 nM            | Agonist            | 0,28 nM            | Agonist        | exogen, synthetisch                       | [ 11 ]               |
| AM-1235                                          | 1,5 nM             | Agonist            | 20,4 nM            | Agonist        | exogen, synthetisch                       | [ 12 ]               |
| AM-2232                                          | 0,28 nM            | Agonist            | 1,48 nM            | Agonist        | exogen, synthetisch                       | [ 12 ]               |
| AM-2201                                          | 1,0 nM             | Vollagonist        | –                  | -              | exogen, synthetisch                       | [ 11 ]               |
| JWH-007                                          | 9,0 nM             | Agonist            | 2,94 nM            | Agonist        | exogen, synthetisch                       | [ 13 ]               |
| JWH-015                                          | 383 nM             | Agonist            | 13,8 nM            | Agonist        | exogen, synthetisch                       | [ 13 ]               |
| JWH-018                                          | 9,0 ± 5,0 nM       | Vollagonist        | 2,94 ± 2,65 nM     | Vollagonist    | exogen, synthetisch                       | [ 14 ]               |
| JWH-019                                          | –                  | Agonist            | –                  | -              | exogen, synthetisch                       | -                    |
| JWH-073                                          | 8,9 nM             | Partialagonist     | –                  | -              | exogen, synthetisch                       | [ 8 ]                |
| JWH-122                                          | 0,69 nM            | Vollagonist        | –                  | -              | exogen, synthetisch                       | [ 15 ]               |
| CP-47,497                                        | 2,1 nM             | Agonist            | –                  | -              | exogen, synthetisch                       | [ 16 ] [ 17 ] [ 18 ] |
| CP-55,940                                        | 2,6 nM             | Agonist            | –                  | -              | exogen, synthetisch                       | [ 7 ]                |
| Δ9-Tetrahydrocannabinol                          | 10 nM              | Partialagonist     | 24 nM              | Partialagonist | exogen, Hanfpflanze (Cannabis)            | [ 19 ]               |
| Cannabidiol                                      | –                  | Agonist/Antagonist | -                  | -              | exogen, Hanfpflanze                       | [ 20 ]               |
| Yangonin                                         | 720 nM             | Agonist            | –                  | -              | exogen, Kavapflanze (Piper methysticum)   | [ 21 ]               |
| (−)-Epigallocatechin-3-O-gallat (EGCG)           | 33,6 μM            | Agonist            | >50 μM             | ?              | exogen, Teepflanze (Camellia sinensis)    | [ 22 ]               |
| (−)-Epigallocatechin (EGC)                       | 35,7 μM            | Agonist            | –                  | -              | exogen, Teepflanze                        | [ 22 ]               |
| (−)-Epicatechin-3-O-gallat (ECG)                 | 47,3 μM            | Agonist            | –                  | -              | exogen, Teepflanze                        | [ 22 ]               |
| Rimonabant                                       | –                  | Antagonist         | –                  | -              | exogen, synthetisch                       |                      |
| Ibipinabant (SLV319, BMS-646,256)                | –                  | Antagonist         | –                  | -              |                                           | [ 23 ]               |
| Otenabant (CP-945,598)                           | –                  | Antagonist         | –                  | -              |                                           | [ 24 ]               |
| Pregnenolon                                      | –                  | Antagonist         | –                  | -              | endogen, Prohormon von Progesteron        |                      |
| Δ8-Tetrahydrocannabivarin                        | –                  | Antagonist         | –                  | -              |                                           | [ 25 ]               |
| Cannabigerol                                     | –                  | Antagonist         | –                  | -              |                                           | [ 26 ]               |
| Virodhamin                                       | –                  | Antagonist         | –                  | -              |                                           | [ 27 ]               |
| UR-144                                           | 150 nM             | Vollagonist        | 1,8 nM             | Vollagonist    | exogen, synthetisch                       | [ 28 ]               |
| N-Arachidonoyldopamin (NADA)                     | 250 nM             | Agonist            | 12 µM              | ?              | endogen                                   | [ 9 ]                |